# Dani Queipo
Daniel Queipo Menéndez (Oviedo, 22 maggio 2002) è un calciatore spagnolo, attaccante dello Sporting Gijón.

## Caratteristiche tecniche
È un'ala sinistra.

## Carriera
Dani Queipo è cresciuto nel settore giovanile di Atlético Lugones, Xeitosa e Sporting Gijón. Nel 2020 è stato assegnato alla seconda squadra con cui ha debuttato il 31 ottobre nell'incontro di Segunda División B vinto 1-0 contro il Numancia. Al termine della stagione ha rinnovato il contratto ed è stato promosso definitivamente nella squadra B dove ha trovato maggior spazio giocando in totale 39 incontri e segnando 9 reti in Segunda División RFEF.
Nel 2022 è stato promosso in prima squadra ed il 13 agosto ha debuttato nell'incontro di Segunda División pareggiato 1-1 contro il Mirandés. Il 22 gennaio 2023 ha segnato il suo primo gol decidendo la sfida contro il Real Saragozza.

## Statistiche

### Presenze e reti nei club
Statistiche aggiornate al 7 aprile 2024.
| Stagione        | Squadra          | Campionato      | Campionato | Campionato | Coppe nazionali | Coppe nazionali | Coppe nazionali | Coppe continentali | Coppe continentali | Coppe continentali | Altre coppe | Altre coppe | Altre coppe | Totale | Totale | Totale |
| Stagione        | Squadra          | Comp            | Pres       | Reti       | Comp            | Pres            | Reti            | Comp               | Pres               | Reti               | Comp        | Pres        | Reti        | Pres   | Reti   |        |
| --------------- | ---------------- | --------------- | ---------- | ---------- | --------------- | --------------- | --------------- | ------------------ | ------------------ | ------------------ | ----------- | ----------- | ----------- | ------ | ------ | ------ |
| 2020-2021       | Sporting Gijón B | SDB             | 7          | 0          |                 | -               | -               |                    | -                  | -                  |             | -           | -           | 7      | 0      |        |
| 2021-2022       | Sporting Gijón B | SDR             | 39         | 9          |                 | -               | -               |                    | -                  | -                  |             | -           | -           | 39     | 9      |        |
| 2022-2023       | Sporting Gijón   | SD              | 31         | 3          | CR              | 4               | 0               |                    | -                  | -                  |             | -           | -           | 35     | 3      |        |
| 2023-2024       | Sporting Gijón   | SD              | 19         | 2          | CR              | 1               | 0               |                    | -                  | -                  |             | -           | -           | 20     | 2      |        |
| Totale carriera | Totale carriera  | Totale carriera | 96         | 14         |                 | 5               | 0               |                    | -                  | -                  |             | -           | -           | 101    | 14     |        |